# 重見伊三雄
重見 伊三雄（しげみ いさお、1894年（明治27年）10月15日 - 1945年（昭和20年）1月27日）は、日本の陸軍軍人。最終階級は陸軍中将。

## 経歴
本籍山口県。東京府で重見熊雄陸軍中将の二男として生まれる。早稲田中学校（現早稲田中学校・高等学校）、陸軍中央幼年学校予科、中央幼年学校を経て、1915年（大正4年）5月、陸軍士官学校（27期）を卒業し歩兵第49連隊付となる。同年12月、歩兵少尉に任官した。
1922年（大正11年）2月、陸士予科生徒隊付となり、歩兵第49連隊中隊長、第1戦車隊副官、第1戦車隊付を経て、1932年（昭和7年）2月、独立戦車第2中隊長に発令され第一次上海事変に出動した。同年8月、歩兵少佐に昇進し陸軍歩兵学校付となる。1933年（昭和8年）8月、戦車第2連隊付となり、同年12月から1934年（昭和9年）12月まで陸軍大学校選科で学び、卒業後、参謀本部付となる。1935年（昭和10年）3月、第8師団参謀に就任し、陸軍戦車学校付を務め、1937年（昭和12年）8月、歩兵中佐に昇進。1939年（昭和14年）8月、歩兵大佐に進み戦車第9連隊長に就任。
1941年（昭和16年）12月、陸軍公主嶺学校教官となり、1942年（昭和17年）12月、四平陸軍戦車学校教官に転じた。1944年（昭和19年）3月、陸軍少将に進級し戦車第3旅団長に発令され太平洋戦争に出征。ルソン島の戦いに参戦したが、1945年1月、アメリカ陸軍のM4中戦車からの砲撃により戦死し、陸軍中将に進んだ。